# Jesse (série de televisão)
Jesse é uma sitcom que foi ao ar pela NBC entre os anos de 1998 e 2000. O programa foi criado por Ira Underleider, um antigo roteirista de Friends e produzido pela Bright/Kaufmann/Crane, empresa de programas de televisão criada por Kevin S. Bright, Marta Kauffman e David Crane, os criadores de Friends.
O programa tinha Christina Applegate como estrela principal, já que ela havia ficado famosa pelo seu papel em Married... with Children. Ela interpretava a personagem-título, uma mãe solteira, Jesse Warner, que criava seu filho de dez anos e trabalhava para o seu pai num bar alemão em Buffalo, Nova Iorque.
No segundo ano da série, Jesse tornou-se enfermeira e novas história foram criadas, girando mais ao redor dos seus amigos do que de sua família. A paixão de Jesse, o chileno Diego (interpretado pelo brasileiro Bruno Campos), ganhou um rival a altura quando o ex-marido dela voltou a Buffalo, querendo reconquistá-la.
Apesar de Jesse ter estado frequentemente na lista dos 20 programas mais assistidos, o programa perdia muito da audiência vinda de Friends (Jesse passava logo após Friends), e isso encorajou os executivos da NBC a cancelarem a série, por procurarem um programa que segurasse melhor os altos índices advindos de Friends. No total, quarenta e dois episódios foram gravados em duas temporadas.